# Saori Arimachi
Saori Arimachi (jap. 有町 紗央里, Arimachi Saori; * 12. Juli 1988 in Sakai) ist eine japanische Fußballspielerin.

## Karriere

### Verein
Sie begann ihre Karriere bei Ohara Gakuen JaSRA. 2008 folgte dann der Wechsel zu Okayama Yunogo Belle. 2015 folgte dann der Wechsel zu Mynavi Vegalta Sendai.

### Nationalmannschaft
Mit der japanischen U-20-Nationalmannschaft qualifizierte sie sich für die U-20-Weltmeisterschaft der Frauen 2008.
Arimachi absolvierte ihr erstes Länderspiel für die japanischen Nationalmannschaft am 22. September 2013 gegen Nigeria. Insgesamt bestritt sie sechs Länderspiele für Japan.